# 明石市立明石養護学校
明石市立明石養護学校（あかししりつ あかしようごがっこう）は、兵庫県明石市大久保町にある明石市の特別支援学校である。

## 沿革
公式サイト「沿革」による。
- 1971年（昭和46年）4月1日 - 明石市立明石小学校に設立。
- 1978年（昭和53年）7月30日 - 明石市立明石商業高等学校旧校舎（大久保町西島）に仮移転。
- 1982年（昭和57年）3月29日 - 現在地に新校舎完成し移転する。
- 1984年（昭和59年）4月9日 - 高等部開校式。
- 2021年（令和3年）4月1日 - 訪問学級開始。

## 学部
『小学部』『中学部』『高等部』の3つに分かれている。

## アクセス
- JR西日本山陽本線大久保駅から神姫バス6系統に乗車、「養護学校」バス停下車。